# Knjižnica Pedagoške fakultete Univerze v Ljubljani
Knjižnica Pedagoške fakultete Univerze v Ljubljani ima sedež na Pedagoški fakulteti v Ljubljani. Vključena je v sistem znanstveno-tehnološkega informiranja v Sloveniji in knjižnični informacijski sistem Republike Slovenije. 

## Zgodovina
Razvila se je iz knjižnice Višje pedagoške šole, ustanovljene leta 1947. Osnovni del knjižničnega fonda je dobila iz Federalnega zbirnega centra v Ljubljani. Dopolnjevala ga je z nakupi in darovi. Prva leta obstoja je bila knjižnica urejena po sistemu numerus currens. Imela je AIK in geselski katalog. Izposojo so vodili uslužbenci tajništva. Leta 1964 je Višja pedagoška šola postala Pedagoška akademija.  V tem času so začele nastajati tudi oddelčne knjižnice. Osrednja knjižnica je vodila tehnično ureditev in nabavo. Dodan je bil UDK katalog. 1983 je bila knjižnica premeščena v nove prostore, v 4. nadstropje sedanje stavbe Pedagoške fakultete. Leta 1990 je pridobila status visokošolske knjižnice. 

## Gradivo
Knjižnica zagotavlja vodenje kataloga monografij, serijskih publikacij, magistrskih del in disertacij ter uporabo in pregledovanje klasičnih in elektronskih katalogov in informacije o gradivu. Znotraj kataloga Pedagoške fakultete je možno iskati gradivo, ki se nahaja v njeni knjižnici. 
Večina enot oziroma knjižničnega gradiva je v prostem pristopu, je pa knjižnica tudi članica bibliografskega sistema COBISS/OPAC.

## Serijske publikacije
Uporabnikom je omogočen prosti dostop do tekočih letnikov serijskih publikacij. Le-te so postavljene po abecednem redu v čitalnici. Starejše letnike je mogoče dobiti na vpogled s pomočjo knjižničarja, saj so hranjeni v omarah. Na spletni strani Pedagoške fakultete je mogoče najti tudi seznam slovenskih revij, seznam tujih revij in seznam revij po področjih.

## Storitve
Knjižnica med drugim zagotavlja tudi mesečne preglede knjižnih novosti, medknjižnično izposojo, izdelavo osebnih bibliografij, informacijske storitve in izobraževanje uporabnikov, e-dostop do splošnih in specializiranih zbirk e-revij in e-knjig in oddaljeni dostop do e-virov.
Na spletni strani knjižnice lahko najdemo tudi povezave do nekaterih e-virov in sezname objav raziskovalcev po letih objav. 

## Izobraževanje
Organizirano je individualno izobraževanje in izobraževanje organiziranih skupin uporabnikov. 
Vsebine izobraževanja:
- predstavitev knjižnice z osnovnimi podatki, njeno zgodovino, oddelki, prostorom in postavitvijo gradiva,                                                                                                                      *predstavitev knjižničnega reda,
- iskanje informacij s pomočjo COBISS/OPAC (poudarek na iskanju po lokalnem katalogu knjižnice Pedagoške fakultete, predstavitev različnih načinov iskanja, itd.),
- predstavitev spletne strani Knjižnice Pedagoške fakultete,
- predstavitev storitve Moja knjižnica,
- odgovarjanje na pogosta vprašanja
- predstavitev Digitalne knjižnice Univerze v Ljubljani in njena uporaba